# How Dare You!
Cet article concerne un album de rock. Pour la petite phrase de Greta Thunberg, voir How dare you?.
Albums de 10cc
The Original Soundtrack
(1975) Deceptive Bends
(1977)
How Dare You! est le quatrième album du groupe rock 10cc, sorti en 1976.
Kevin Godley et Lol Crème quittent le groupe peu après sa sortie. Eric Stewart et Graham Gouldman continuent 10cc seuls.

## Titres

### Face 1
| No | Titre                                            | Durée |
| -- | ------------------------------------------------ | ----- |
| 1. | How Dare You (Godley, Creme)                     | 4:14  |
| 2. | Lazy Ways (Creme, Stewart)                       | 4:20  |
| 3. | I Wanna Rule The World (Godley, Creme, Gouldman) | 3:57  |
| 4. | I'm Mandy Fly Me (Stewart, Gouldman, Godley)     | 5:24  |
| 5. | Iceberg (Gouldman, Godley)                       | 3:43  |

### Face 2
| No | Titre                                     | Durée |
| -- | ----------------------------------------- | ----- |
| 1. | Art For Arts Sake (Stewart, Gouldman)     | 5:59  |
| 2. | Rock 'n' Roll Lullaby (Gouldman, Stewart) | 3:58  |
| 3. | Head Room (Godley, Creme)                 | 4:21  |
| 4. | Don't Hang Up (Godley, Creme)             | 6:16  |

## Musiciens

### 10cc
- Eric Stewart : guitare électrique, guitare pedal steel, guitare slide piano, piano électrique, basse six-cordes, basse fuzz, sifflet, chant
- Graham Gouldman : basse, guitare acoustique, guitare électrique, guitare espagnole, guitare slide steel, dobro, percussions, tambourin, glockenspiel, cloches, chant
- Kevin Godley : batterie, percussions, tympanon, congas, bongos, cabasa, castagnettes, tambourin, cloche, triangle, chant
- Lol Creme : guitare électrique, Moog, piano, piano électrique, orgue, clavinet, maracas, cloches, gizmo, chant

### Musicien supplémentaire
- Mair Jones : harpe (9)